# Skrzynno (gromada w powiecie wieluńskim)
Skrzynno – dawna gromada, czyli najmniejsza jednostka podziału terytorialnego Polskiej Rzeczypospolitej Ludowej w latach 1954–1972.
Gromady, z gromadzkimi radami narodowymi (GRN) jako organami władzy najniższego stopnia na wsi, funkcjonowały od reformy reorganizującej administrację wiejską przeprowadzonej jesienią 1954 do momentu ich zniesienia z dniem 1 stycznia 1973, tym samym wypierając organizację gminną w latach 1954–1972.
Gromadę Skrzynno z siedzibą GRN w Skrzynnie utworzono – jako jedną z 8759 gromad na obszarze Polski – w powiecie wieluńskim w woj. łódzkim, na mocy uchwały nr 40/54 WRN w Łodzi z dnia 4 października 1954. W skład jednostki wszedł obszar dotychczasowej gromady Skrzynno, a także wieś Niemierzyn, parcelacja Niemierzyn i kolonia Niemierzyn z dotychczasowej gromady Niemierzyn oraz wieś Piskornik z dotychczasowej gromady Piskornik ze zniesionej gminy Ostrówek w tymże powiecie. Dla gromady ustalono 17 członków gromadzkiej rady narodowej.
14 listopada 1957 do gromady Skrzynno przyłączono wieś Dębiec z gromady Wielgie w tymże powiecie.
Gromadę zniesiono 1 stycznia 1959, a jej obszar włączono do gromady Ostrówek w tymże powiecie.